# Anderson Cléber Beraldo
Anderson Cléber Beraldo (São Paulo, 27 de abril de 1980) é um ex-futebolista brasileiro que atuava como zagueiro. Encerrou a carreira no fim de 2013, após atuar pelo Paraná Clube.

## Carreira
Zagueiro central de boa estatura, começou a sua carreira no Grêmio Maringá. A sua ascensão aconteceu no Corinthians, onde tornou-se capitão e líder da equipe.
Anderson foi campeão júnior com o Corinthians em 2000, junto com Gil, Rubinho, Marquinhos, Ewerthon e outra sacada de bons futuros jogadores.
No início do ano de 2005, foi convocado por Carlos Alberto Parreira para a Seleção Brasileira que enfrentou a Guatemala, no amistoso de despedida de Romário. O Brasil venceu por 3–0 e Anderson marcou um dos gols da partida, de cabeça. Após essa partida, o zagueiro teve mais três convocações, sendo um amistoso e duas para as Eliminatórias da Copa do Mundo de 2006, contra Paraguai e Argentina.
Como parte do pagamento do meio-campista Roger, Anderson saiu do Corinthians em 2005 e foi contratado pelo Benfica, de Portugal. Dois anos depois, o defensor foi para o Lyon. Sem espaço no clube francês, foi emprestado ao São Paulo em 2008.
No dia 22 de janeiro de 2009, o Cruzeiro acertou o empréstimo do zagueiro, que assinou até julho e foi cedido gratuitamente pelo Lyon, dono dos seus direitos econômicos. Findo o contrato o jogador retornou ao time francês.
Acertou seu retorno ao Brasil no início de 2011, assinando com o Santo André. Poucos meses depois o time foi eliminado da Copa do Brasil, e o jogador teve seu contrato rescindido. Em abril, Anderson foi apresentado como novo reforço do América Mineiro para a sequência do Brasileirão.
Após se aposentar dos gramados, iniciou a carreira como treinador em 2016, assumindo a Portuguesa.

## Títulos
Corinthians
- Campeonato Paulista: 2001 e 2003
- Torneio Rio-São Paulo: 2002
- Copa do Brasil: 2002
- Campeonato Brasileiro: 2005

Benfica
- Supertaça Cândido de Oliveira: 2005

Lyon
- Ligue 1: 2007–08
- Copa da França: 2007–08

São Paulo
- Campeonato Brasileiro: 2008

Cruzeiro
- Campeonato Mineiro: 2009

Paraná
- Campeonato Paranaense - Segunda Divisão: 2012